# Влахернский монастырь (Керкира)
Монасты́рь Влахе́рнской ико́ны Бо́жией Ма́тери (греч. Ιερά Μονή της Παναγίας της Βλαχέρνας) — православный мужской монастырь Керкирской митрополии, расположенный в глубине острова Корфу, на склоне горы Кораки, около деревни Скриперу (район Палеокастрица).
Престольный праздник 2 июля (по новому стилю) — память Положения честной ризы Пресвятой Богородицы.

## Описание
Около 1780 года знатная благочестивая корфянская семья Цилибарис выделила часть своей оливковой рощи на склоне горы под постройку православной обители.
С самого начала и до рубежа XIX—XX веков неизменно действовало правило: при монастыре постоянно жил и следил за его благосостоянием иеромонах — родственник семейства Цилибарис. Иеромонах мог распоряжаться имуществом монастыря по своему усмотрению, но ежегодно отчитывался перед присылаемым поверенным семьи о делах монастыря.
В начале XX века за обителью ухаживал последний монашествующий представитель семейства — отец Зосима (Цилибарис). Когда он достиг преклонного возраста, за ним ухаживала юная послушница, ставшая позже монахиней Харитиной.
После преставления иеромонаха Зосимы, Харитина осталась управлять монастырем и, таким образом, обитель превратилась из мужской в женскую. Харитина прославилась своими благочестивыми трудами и молитвенной жизнью, чем привлекла к себе людей со всего острова, которые стали стекаться в монастырь за духовным утешением, в том числе получаемым от иконы Божией Матери, прославившейся чудотворной.
Примеру монахини Харитины последовали и другие девушки, которые стали вести духовную жизнь вместе с подвижницей, ставшей со временем старицей.
После преставления старицы, однако, обитель пришла в упадок и через несколько лет опустела.
В 2005 году митрополит Нектарий благословил возобновить молитвенную жизнь в монастыре. Последовал указ президента Греции о возрождении монастыря как мужского.